# Tour de l’Avenir 2006
Die 44. Tour de l’Avenir war ein Rad-Etappenrennen, das vom 31. August bis 9. September 2006 stattfand. Es wurde in zehn Etappen über eine Distanz von 1.393 Kilometern ausgetragen. Das Rennen zählt zur UCI Europe Tour 2006.

## Etappen
| Etappe     | Tag          | Start – Ziel                                       | km         | Etappensieger        | Führender         |
| 1. Etappe  | 31. August   | Charleroi – Charleroi                              | 130        | Mickaël Delage       | Mickaël Delage    |
| 2. Etappe  | 1. September | Charleroi – Mont-Saint-Martin                      | 180,5      | Edvald Boasson Hagen | Cyrille Monnerais |
| 3. Etappe  | 2. September | Mont-Saint-Martin – Moyeuvre-Grande                | 144,5      | Hans Dekkers         | Cyrille Monnerais |
| 4. Etappe  | 3. September | Yutz – Metz                                        | 149        | Nicolas Roche        | Nicolas Roche     |
| 5. Etappe  | 4. September | Metz – Nancy                                       | 151        | Edvald Boasson Hagen | Nicholas Roche    |
| 6. Etappe  | 5. September | Nancy – La Bresse                                  | 161,5      | Moisés Dueñas        | Moisés Dueñas     |
| 7. Etappe  | 6. September | La Bresse – Ornans                                 | 163        | Edvald Boasson Hagen | Moisés Dueñas     |
| 8. Etappe  | 7. September | Salins-Les-Bains – Saint-Denis-Pouilly             | 143,5      | Rémy Di Gregorio     | Moisés Dueñas     |
| 9. Etappe  | 8. September | Chamonix-Mont-Blanc – Finhaut                      | 24,5 (EZF) | Stef Clement         | Moisés Dueñas     |
| 10. Etappe | 9. September | Saint-Nicolas-la-Chapelle – Marcinelle-En-Montagne | 145,5      | Sergio Pardilla      | Moisés Dueñas     |

## Trikots im Tourverlauf
Die Tabelle zeigt den Träger des jeweiligen Trikots während der einzelnen Etappe bzw. den Führenden der jeweiligen Gesamtwertung am Abend des Vortags an.
| Etappe     | Gelbes Trikot     | Grünes Trikot        | Gepunktetes Trikot    | Teamwertung           |
| ---------- | ----------------- | -------------------- | --------------------- | --------------------- |
| 02. Etappe | Mickaël Delage    | Mickaël Delage       | Robert Gesink         | La Française des Jeux |
| 03. Etappe | Cyrille Monnerais | Cyrille Monnerais    | Robert Gesink         | Chocolade Jacques     |
| 04. Etappe | Cyrille Monnerais | Cyrille Monnerais    | Wesley Van Der Linden | Chocolade Jacques     |
| 05. Etappe | Nicolas Roche     | Bruno Neves          | René Mandri           | Cofidis               |
| 06. Etappe | Nicolas Roche     | Edvald Boasson Hagen | Edvald Boasson Hagen  | Cofidis               |
| 07. Etappe | Moisés Dueñas     | Bruno Neves          | Edvald Boasson Hagen  | Chocolade Jacques     |
| 08. Etappe | Moisés Dueñas     | Bruno Neves          | Edvald Boasson Hagen  | Vina Magna-Cropu      |
| 09. Etappe | Moisés Dueñas     | Bruno Neves          | Sergio Pardilla       | Vina Magna-Cropu      |
| 10. Etappe | Moisés Dueñas     | Bruno Neves          | Sergio Pardilla       | Vina Magna-Cropu      |
| Sieger     | Moisés Dueñas     | Bruno Neves          | Sergio Pardilla       | Cofidis               |